# Bucinișu
Bucinișu est une commune roumaine située dans le județ d'Olt.